# 镇北堡镇
镇北堡镇，是中华人民共和国宁夏回族自治区銀川市西夏区下辖的一个乡镇级行政单位。

## 行政区划
镇北堡镇下辖以下地区：
华西社区、团结村、新华村、德林村、昊苑村、顾家桥村、芦花村、三闸村、同庄村、良渠稍村和镇北堡村。